# JM Bruneau
JM Bruneau ist ein französischer Versandhändler für Büromaterial, Büromöbel und Bürotechnik mit Sitz in Villebon sur Yvette bei Paris. International ist JM Bruneau in den Ländern Frankreich, Belgien, Luxemburg, Spanien und den Niederlanden tätig. Die Tätigkeit in Deutschland wurde am 19. September 2012 eingestellt. Die Firma empfiehlt nun den Otto-Versand.

## Geschichte
Jean-Marie Bruneau gründete das Unternehmen im Jahr 1955 in Frankreich. JM Bruneau Frankreich wurde schnell die Nr. 1 im Versandhandel für Bürobedarf in Frankreich und startete seine internationale Expansion. Seit 1997 gehört JM Bruneau zur 3-Suisses-International-Gruppe (in der der Otto-Versand eine 50 %-Beteiligung hält).
JM Bruneau gab am 19. September 2012 den Geschäftsbereich Deutschland mit sofortiger Wirkung auf.